# Dasychira hughesi
Dasychira hughesi är en fjärilsart som beskrevs av Collenette 1933. Dasychira hughesi ingår i släktet Dasychira och familjen tofsspinnare. Inga underarter finns listade i Catalogue of Life.